# ГЕС Тайвалкоскі
ГЕС Тайвалкоскі (фін. Taivalkosken voimalaitos) — гідроелектростанція на півночі Фінляндії у провінції Лапландія. Входить до каскаду на річці Кемійокі (впадає у північну частину Ботнічної затоки), знаходячись між ГЕС Оссаускоскі (вище по течії) та Ісохаара.
Під час спорудження станції, яке припало на 1972—1976 роки, річку звузили земляною греблею, після чого остаточно перекрили за допомогою бетонної греблі, яка включає два шлюзи для перепуску надлишкової води та машинний зал. Як наслідок вище за течією річки утворилось витягнуте водосховище площею поверхні 16,5 км2 та об'ємом 50 млн м3.
Машинний зал первісно був обладнаний трьома турбінами типу Каплан загальною потужністю 115 МВт, які при напорі у 14,5 метра забезпечували середньорічне виробництво на рівні 515 млн кВт·год електроенергії. У середині 2010-х років ГЕС Тайвалкоскі (слідом за кількома іншими найбільшими станціями каскаду) модернізували, збільшивши її потужність до 133 МВт (річне виробництво електроенергії теж зросло, проте не так суттєво — до 536 млн кВт·год).